# Danh sách thủ lĩnh Lương Sơn Bạc
Danh sách các thủ lĩnh Lương Sơn Bạc tập hợp họ tên, có kèm theo biệt hiệu "ngoài đời" và tên sao "chiếu mệnh" của các thủ lĩnh Lương Sơn Bạc trong truyện Thủy hử của Thi Nại Am, một tác phẩm văn học cổ điển Trung Quốc.
Trong danh sách này, có kèm theo lời dịch giải nghĩa của tên biệt hiệu các thủ lĩnh. Có những biệt hiệu gắn liền với đặc điểm ngoài đời, sở trường võ thuật hoặc tính cách của người đó. Tuy nhiên, có những tên hiệu chỉ mang ý nghĩa xưng danh để tăng thêm tiếng tăm.

## Khai lập Lương Sơn
Các anh hùng Lương Sơn Bạc thường được nhắc tới gồm có 108 người, tuy nhiên trên thực tế phải là 109 người, nếu tính cả Tiều Cái. Xa hơn nữa, chủ trại đầu tiên là Vương Luân, song Vương Luân nhanh chóng bị trừ khử không đóng vai trò gì đối với sự phát triển của Lương Sơn Bạc và do đó không được nhắc tới và không được tính vào hàng ngũ các anh hùng Lương Sơn.
Thác Tháp Thiên Vương Tiều Cái: Mặc dù Tiều Cái không chính thức thuộc về danh sách 108 anh hùng Lương Sơn Bạc vì trúng tên chết sớm ở trại Tăng Đầu, nhưng xét ra Tiều Cái là người lãnh tụ đầu tiên từ lúc Lương Sơn mới mở. Đối với các anh hùng Lương Sơn Bạc, từ Tống Giang trở đi, Tiều Cái là thủ lĩnh tối cao và nếu không vì cái chết của Tiều Cái, Tống Giang có thể không trở thành thủ lĩnh của Lương Sơn. Và sau cái chết của Tiều Cái, ông được xem là tinh thần, là thánh tổ, được 108 anh em tôn kính, như vậy coi như Lương Sơn cũng chỉ có 108 anh hùng mà thôi, và Tiều Cái chính là thủ lĩnh của 108 vì sao kia.
Tài năng, tính cách của các anh hùng Lương Sơn cũng phong phú, mỗi người một vẻ. Có những người giỏi chinh chiến trên lưng ngựa như Quan Thắng, Lâm Xung, Hô Duyên Chước, Tần Minh, Đổng Bình… có những người giỏi võ thuật như Lý Quỳ, Võ Tòng, Lỗ Trí Thâm… còn một đội ngũ các tướng chuyên đánh thủy quân như anh em Trương Hoành – Trương Thuận, 3 anh em họ Nguyễn và cả Lý Tuấn; các quân sư tài ba như Ngô Dụng, Chu Vũ; những người di chuyển nhanh hoặc giỏi đột nhập như Đới Tông, Thời Thiên… Đặc biệt, trong các anh hùng Lương Sơn còn có 3 phụ nữ (Cố Đại Tẩu, Hỗ Tam Nương và Tôn Nhị Nương).

## Kết cục
Sau khi về hàng triều đình, quân Lương Sơn được điều đi chống quân nhà Liêu xâm phạm bờ cõi nhà Tống. Quân Lương Sơn thắng quân Liêu liên tiếp nhiều trận, sắp tiến đến kinh đô nước Liêu thì vua Tống Huy Tông theo lời các gian thần, chấp thuận cho nước Liêu giảng hòa và hạ lệnh Tống Giang rút quân.
Trở về, triều đình lại phái quân Lương Sơn đi đánh dẹp các cuộc khởi nghĩa khác của Điền Hổ, Vương Khánh và Phương Lạp. Với đội ngũ thiện chiến, tài năng, quân Lương Sơn dưới cờ hiệu của triều đình nhà Tống đã dẹp được cả 3 cuộc khởi nghĩa quy mô lớn này.
Khi đánh quân Liêu và các cuộc khởi nghĩa nông dân khác của Điền Hổ, Vương Khánh, quân Lương Sơn toàn thắng và không có tướng lĩnh nào tử trận. Tuy nhiên, khi đánh Phương Lạp, quân Lương Sơn bị tổn thất nặng. Trong 108 người, 5 người không tham dự cuộc chiến với Phương Lạp do được lệnh ở lại hoặc bị gọi về; 103 người tham dự cuộc chiến với Phương Lạp thì có 59 người bị tử trận, 10 người ốm chết dọc đường, 7 người không trở về triều nhận quan tước, chỉ còn 27 người trở về triều.
59 người tử trận bao gồm:
- 14 chánh tướng: Tần Minh, Từ Ninh, Đổng Bình, Trương Thanh, Lưu Đường, Sử Tiến, Sách Siêu, Trương Thuận, Nguyễn Tiểu Nhị, Nguyễn Tiểu Ngũ, Lôi Hoành, Thạch Tú, Giải Trân, Giải Bảo.
- 45 phó tướng: Tống Vạn, Tiêu Đĩnh, Đào Tông Vượng, Hàn Thao, Bành Kỷ, Trịnh Thiên Thọ, Tào Chính, Vương Định Lục, Tuyên Tán, Khổng Lượng, Thi Ân, Hác Tư Văn, Đặng Phi, Chu Thông, Cung Vượng, Bao Húc, Đoàn Cảnh Trụ, Hầu Kiện, Mạnh Khang, Vương Anh, Hỗ Tam Nương, Hạng Sung, Lý Cổn, Yến Thuận, Mã Lân, Đan Đình Khuê, Nguỵ Định Quốc, Lã Phương, Quách Thịnh, Âu Bằng, Trần Đạt, Dương Xuân, Úc Bảo Tứ, Lý Trung, Tiết Vĩnh, Lý Văn, Thạch Dũng, Đỗ Thiên, Đinh Đắc Tôn, Trâu Uyên, Lý Lập, Thang Long, Sái Phúc, Trương Thanh, Tôn Nhị Nương

10 người ốm chết dọc đường bao gồm:
- 5 chánh tướng: Lâm Xung, Dương Chí, Trương Hoành, Mục Hoằng, Dương Hùng.
- 5 phó tướng: Khổng Minh, Chu Quý, Chu Phú, Thời Thiên, Bạch Thắng.

3 người không về kinh mà bỏ đi tu: Lỗ Trí Thâm và Võ Tòng ở lại chùa Lục Hòa (Hàng Châu) để tu hành. Võ Tòng về sau thọ ngoài 80 tuổi, Lỗ Trí Thâm mất tại chùa này chỉ một thời gian ngắn sau khi thắng Phương Lạp. Công Tôn Thắng thì từ giã Lương Sơn ngay trước khi ra quân tấn công Phương Lạp và theo La Chân Nhân tu hành ở Kế Châu.
4 người không muốn ra làm quan và đã bỏ đi trên đường về kinh bao gồm: 
- 2 chánh tướng: Yến Thanh, Lý Tuấn.
- 2 phó tướng: Đồng Uy, Đồng Mãnh.

27 tướng lĩnh Lương Sơn trở về và nhận chức phong của triều đình, gồm:
- 12 chánh tướng: Tống Giang, Lư Tuấn Nghĩa, Ngô Dụng, Quan Thắng, Hô Duyên Chước, Hoa Vinh, Sài Tiến, Lý Ứng, Chu Đồng, Đới Tung, Lý Quỳ, Nguyễn Tiểu Thất.
- 15 phó tướng: Chu Vũ, Hoàng Tín, Tôn Lập, Phàn Thuỵ, Lăng Chấn, Bùi Tuyên, Tưởng Kinh, Đỗ Hưng, Tống Thanh, Trâu Nhuận, Sái Khánh, Dương Lâm, Mục Xuân, Tôn Tân, Cố Đại Tẩu.

5 người không tham dự cuộc chiến với Phương Lạp do được lệnh ở lại hoặc bị gọi về phục vụ triều đình, bao gồm: An Đạo Toàn, Hoàng Phủ Đoan, Kim Đại Kiện, Tiêu Nhượng, Nhạc Hòa.
Trong 32 người phục vụ triều đình sau chiến dịch đánh Phương Lạp, 3 người bị bọn gian thần (Sái Kinh, Đồng Quán, Cao Cầu) trực tiếp hoặc gián tiếp sát hại là Tống Giang, Lư Tuấn Nghĩa, Lý Quỳ; 2 người tự vẫn theo là Ngô Dụng, Hoa Vinh; 12 người về tới kinh nhưng vẫn không nhận chức, bỏ về quê cũ hoặc đi làm đạo sĩ; 3 người nhận chức rồi sau đó từ chức vì không thích chốn quan trường nhiều gian thần; 13 người tiếp tục phục vụ triều đình.
Trong 3 nữ tướng Lương Sơn Bạc (Cố Đại Tẩu, Tôn Nhị Nương, Hỗ Tam Nương), Cố Đại Tẩu là nữ tướng duy nhất sống sót, 2 người kia tử trận khi đánh Phương Lạp.

## 36 vị sao Thiên Cang
| Thứ tự | Sao                        | Hiệu                                                                                         | Tên                                | Chức vụ                      | Số phận |
| ------ | -------------------------- | -------------------------------------------------------------------------------------------- | ---------------------------------- | ---------------------------- | --- |
| 0      | Thiên Tháp Tinh            | Thác Tháp Thiên Vương                                                                        | Tiều Cái                           | Trại Chủ                     | Dẫn quân Lương Sơn đánh Tăng Đầu Thị và trúng tên độc của Sử Văn Cung mà chết |
| 1      | Thiên Khôi Tinh (天魁星)   | Hô Bảo Nghĩa (呼保義) (người kêu gọi bảo vệ chính nghĩa) Cập Thời Vũ (及時雨) (mưa đúng lúc) | Tống Giang (宋江)                  | Tổng Binh Đô Đầu bộ lĩnh     | Làm quan cho triều đình, sau đó bị Sái Kinh, Đồng Quán giả truyền thánh chỉ để lừa uống rượu độc mà chết |
| 2      | Thiên Cương Tinh (天罡星)  | Ngọc Kỳ Lân (玉麒麟) (Lân ngọc)                                                              | Lư Tuấn Nghĩa (盧俊義)             | Tổng Binh Đô Đầu Lĩnh        | Làm quan cho triều đình, sau đó bị Sái Kinh, Đồng Quán giả truyền thánh chỉ để lừa uống rượu pha thủy ngân, khi trở về thì phát độc, rơi xuống sông mà chết |
| 3      | Thiên Cơ Tinh (天機星)     | Trí Đa Tinh (智多星) (mưu trí sáng tựa ngàn sao)                                             | Ngô Dụng (吳用)                    | Quân Sư                      | Làm quan cho triều đình, về sau treo cổ tự vẫn theo Tống Giang |
| 4      | Thiên Nhàn Tinh (天閒星)   | Nhập Vân Long (入雲龍) (Rồng luồn mây)                                                       | Công Tôn Thắng (公孙胜 hay 公孫勝) | Phương Sĩ                    | Xuất thân là đạo sĩ Toàn Chân đạo. Lúc quân Lương Sơn chuẩn bị đi đánh Phương Lạp, Công Tôn Thắng đã bỏ đi tu hành với La Chân Nhân, sau này truyền đạo cho Phàn Thụy, Chu Vũ, cả ba cùng vân du, tu tiên. |
| 5      | Thiên Dũng Tinh (天勇星)   | Đại Đao (大刀) (Đao lớn)                                                                     | Quan Thắng (關勝)                  | Mã Quân Thanh Long Tướng     | Làm quan cho triều đình, một hôm uống rượu say ngã ngựa, bị thương nặng rồi chết |
| 6      | Thiên Hùng Tinh (天雄星)   | Báo Tử Đầu (豹子頭) Đầu báo)                                                                 | Lâm Xung (林沖)                    | Mã Quân Xích Long Tướng      | Bị bệnh mất trên Lương Sơn ( do Tống Giang để Cao Cầu về Kinh, dẫn đến tức, sinh bệnh rồi mất). |
| 7      | Thiên Mãnh Tinh (天猛星)   | Tích Lịch Hỏa (霹靂火) (lửa sấm sét)                                                         | Tần Minh (秦明)                    | Mã Quân Hổ Tướng             | Tử trận trong chiến dịch đánh Phương Lạp dưới tay Phương Kiệt và Đỗ Vi |
| 8      | Thiên Uy Tinh (天威星)     | Song Tiên (雙鞭) (hai roi)                                                                   | Hô Diên Chước (呼延灼)             | Mã Quân Hổ Tướng             | Hậu duệ danh tướng Hô Diên Tán. Đánh Phương Lạp có công, được phongBinh mã chỉ huy sứ Ngự doanh. Trong Thuyết Nhạc toàn truyện, về sau, quân Kim xâm lược do Ngột Truật cầm đầu truy kích vua Tống Cao Tông, Hô Diên Chước lúc này đã về ở ẩn, dù đã hơn trăm tuổi nhưng vẫn tận trung tới cứu giá, do tuổi cao sức yếu nên đã tử trận. |
| 9      | Thiên Anh Tinh (天英星)    | Tiểu Lý Quảng (小李廣) (Lý Quảng nhỏ)                                                        | Hoa Vinh (花榮)                    | Mã Quân Bát Hổ Tiên Phong Sứ | Làm quan cho triều đình, về sau treo cổ tự vẫn theo Tống Giang |
| 10     | Thiên Quý Tinh (天貴星)    | Tiểu Toàn Phong (小旋風) (cơn lốc nhỏ)                                                       | Sài Tiến (柴進)                    | Quân Lương Lệnh Sử           | Xuất thân là dòng dõi hoàng tộc nhà Hậu Chu, đi đánh Phương Lạp có công được phong Hoành Hải quân Đô Thống chế. Tuy nhiên vì lo bọn gian thần sẽ đổ tội cho ông vì mối quan hệ với cháu gái của Phương Lạp nên một thời gian sau ông từ quan về Thương Châu làm dân, sống ung dung tự tại cho đến khi mất. |
| 11     | Thiên Phú Tinh (天富星)    | Phác Thiên Điêu (撲天雕) (chim bằng /đại bàng vút trời)                                      | Lý Ứng (李應)                      | Quân Lương Lệnh Sử           | Được phong Đô thống chế ở phủ Trung Sơn được nửa năm thì noi gương Sài Tiến dâng sớ lấy cớ mắc bệnh phong thấp không đủ sức làm quan, xin từ quan trở về ở thôn Độc Long Cương làm ăn. Về sau trở nên giàu có, sống thọ. |
| 12     | Thiên Mãn Tinh (天滿星)    | Mỹ Nhiêm Công (美髯公) (ông tốt râu/Quan Vũ)                                                 | Chu Đồng (朱仝)                    | Mã Quân Bát Hổ Tiên Phong Sứ | Được phong làm Đô thống chế phủ Bảo Định. Về sau, ông tham gia chống Kim dưới trướng Nguyên soái Lưu Quang Thế và có công, được phong Tiết độ sứ quận Thái Bình. |
| 13     | Thiên Cô Tinh (天孤星)     | Hoa Hòa Thượng (花和尚) (sư xăm hoa)                                                         | Lỗ Trí Thâm, Lỗ Đạt (魯智深, 魯達) | Mã Quân Thống Bộ Đầu Lĩnh    | Ngay sau chiến dịch đánh Phương Lạp, không bệnh tật mà đột ngột viên tịch tại chùa Lục Hòa |
| 14     | Thiên Thương Tinh (天傷星) | Hành Giả (行者) (sư đi khuyến thiện, khất thực)                                              | Võ Tùng (武松)                     | Mã Quân Thống Bộ Đầu Lĩnh    | Về sau tu hành ở chùa Lục Hoà, mất năm 80 tuổi |
| 15     | Thiên Lập Tinh (天立星)    | Song Thương Tướng (雙鎗將) (tướng hai thương)                                                | Đổng Bình (董平)                   | Mã Quân Hổ Tướng             | Tử trận trong chiến dịch đánh Phương Lạp |
| 16     | Thiên Tiệp Tinh (天捷星)   | Một Vũ Tiễn (沒羽箭) (mũi tên không lông)                                                    | Trương Thanh (張清)                | Mã Quân Bát Hổ Tiên Phong Sứ | Tử trận trong chiến dịch đánh Phương Lạp |
| 17     | Thiên Âm Tinh (天暗星)     | Thanh Diện Thú (青面獸) (thú mặt xanh)                                                       | Dương Chí (楊志)                   | Mã Quân Bát Hổ Tiên Phong Sứ | Chết vì bệnh ngay sau chiến dịch đánh Phương Lạp |
| 18     | Thiên Hữu Tinh (天祐星)    | Kim Thương Thủ (金鎗手) (tay câu vàng)                                                       | Từ Ninh (徐寧)                     | Mã Quân Bát Hổ Tiên Phong Sứ | Bị trúng tên độc, tử trận trong chiến dịch đánh Phương Lạp |
| 19     | Thiên Không Tinh (天空星)  | Cấp Tiên Phong (急先鋒) (tiên phong nóng tính)                                               | Sách Siêu (索超)                   | Mã Quân Bát Hổ Tiên Phong Sứ | Bị trúng chùy sắt vào mặt, tử trận trong chiến dịch đánh Phương Lạp |
| 20     | Thiên Tốc Tinh (天速星)    | Thần Hành Thái Bảo (神行太保) (ông thủ từ đi nhanh)                                          | Đới Tông (戴宗)                    | Tổng cục thăm dò tin tức     | Sau khi Tống Giang chết bèn từ quan, trở về châu Thái An làm thủ từ, lo việc thờ phụng Ngọc hoàng thượng đế. Một hôm mời đạo hữu đến vĩnh biệt, rồi cười vang mà mất. |
| 21     | Thiên Dị Tinh (天異星)     | Xích Phát Quỷ (赤髪鬼) (quỷ tóc đỏ)                                                          | Lưu Đường (劉唐)                   | Bộ Quân Đầu Lĩnh             | Bị trúng mai phục ở cổng thành, tử trận trong chiến dịch đánh Phương Lạp |
| 22     | Thiên Sát Tinh (天殺星)    | Hắc Toàn Phong (黑旋風) (cơn lốc đen), Thiết Ngưu (鐵牛) (Trâu sắt)                          | Lý Quỳ (李逵)                      | Bộ Quân Đầu Lĩnh             | Tống Giang bị hạ độc, sợ Lý Quỳ sẽ làm phản để báo thù cho mình nên đã lừa Lý Quỳ uống rượu độc. Khi Lý Quỳ biết, ông chỉ nói lớn "Thôi thôi, Thiết ngưu khi sống theo hầu huynh trưởng. Sau khi chết cũng làm ma theo hầu huynh trưởng". Ngô Dụng mang thi thể của Tống Giang và Lý Quỳ chôn cất bên nhau ở đầm Lục Nhi ngoài thành Sở Châu. |
| 23     | Thiên Vị Tinh (天微星)     | Cửu Văn Long (九紋龍) (rồng chín vằn)                                                        | Sử Tiến (史進)                     | Mã Quân Bát Hổ Tiên Phong Sứ | Trong khi đánh Phương Lạp, Sử Tiến trúng tên của Bàng Vạn Xuân tại ải Dục Linh. |
| 24     | Thiên Cứu Tinh (天究星)    | Một Già Lan (沒遮攔) (không che giấu)                                                        | Mục Hoằng (穆弘)                   | Mã Quân Bát Hổ Tiên Phong Sứ | Trong khi đánh Phương Lạp, bị bệnh rồi mất tại Hàng Châu |
| 25     | Thiên Thoái Tinh (天退星)  | Sáp Sí Hổ (挿翅虎) (Hổ chắp cánh)                                                            | Lôi Hoành (雷橫)                   | Bộ Quân Đầu Lĩnh             | Khi chinh phạt Phương Lạp, ông bị tướng địch là Từ Hành Phương giết chết. |
| 26     | Thiên Thọ Tinh (天壽星)    | Hỗn Giang Long (混江龍) (rồng quấy sông)                                                     | Lý Tuấn (李俊)                     | Thủy Quân Đầu Lĩnh           | Sau chiến dịch bình Phương Lạp, nghe theo lời khuyên của Phí Bảo, Lý Tuấn cùng Đồng Uy, Đồng Mãnh không ra làm quan. Lý Tuấn đã giả vờ bị bệnh, Đồng Mãnh, Đồng Uy xin phép được ở lại chăm sóc. Cả ba đã dong thuyền từ cảng Thái Thương vượt biển sang Xiêm La. Về sau Lý Tuấn cùng với 2 anh em Đồng Mãnh, Đồng Uy là những vị quan lớn tại nước này. |
| 27     | Thiên Kiếm Tinh (天劍星)   | Lập Địa Thái Tuế (立地太歲) (thái tuế mở đất)                                                | Nguyễn Tiểu Nhị (阮小二)           | Thủy Quân Đầu Lĩnh           | Trong một trận đánh, quân Phương Lạp dùng bè lửa đánh hoả công, vây chặt thuyền. Nguyễn Tiểu Nhị bị địch móc câu liêm, sợ bị bắt chịu nhục, liền tuốt đao tự vẫn. |
| 28     | Thiên Bình Tinh (天平星)   | Thuyền Hỏa Nhi (船火兒) (lửa đầu thuyền)                                                     | Trương Hoành (張橫)                | Thủy Quân Đầu Lĩnh           | Khi biết em trai mình là Trương Thuận, khi đánh thành Hàng Châu đã bị Phương Thiên Định sai cung thủ bắn chết tại Dũng Kim Môn, ông quá đau buồn, ngất xỉu và mất vì bệnh sau đó không lâu. |
| 29     | Thiên Tội Tinh (天罪星)    | Đoản Mệnh Nhị Lang (短命二郎) (chàng hai xấu số)                                             | Nguyễn Tiểu Ngũ (阮小五)           | Thủy Quân Đầu Lĩnh           | Trong lúc công thành, ông bị Lâu thừa tướng của Phương Lạp giết chết. |
| 30     | Thiên Tổn Tinh (天損星)    | Lãng Lý Bạch Điều (浪裏白條) (dải bọt trắng do sóng vỗ)                                      | Trương Thuận (張順)                | Thủy Quân Đầu Lĩnh           | Trong chiến dịch đánh Phương Lạp, tại trận đánh thành Hàng Châu, Trương Thuận đề nghị dùng mưu lặn qua hồ nổi lửa làm hiệu. Ngay đêm ấy, Trương Thuận đã lẻn một mình lặn đến trước cửa cổng Dũng Kim (chữ Hán: zh:湧金門), một trong bốn cổng thành Hàng Châu, nhưng bị lính canh quân Phương Lạp bắn chết rồi vớt xác chặt đầu, cắm vào sào bêu trên mặt thành. |
| 31     | Thiên Bại Tinh (天敗星)    | Hoạt Diêm La (活閻羅) (Diêm La sống)                                                         | Nguyễn Tiểu Thất (阮小七)          | Thủy Quân Đầu Lĩnh           | Trong chiến dịch đánh Phương Lạp, hai người anh của ông (Nguyễn Tiểu Nhị, Nguyễn Tiểu Ngũ) đều chết, chỉ còn mình ông. Vì có công, ông được phong chức Cái thiên quân Đô thống chế, nhưng sau bị Đồng Quán tấu lên vua về việc mặc hoàng bào của Phương Lạp để chơi đùa nên bị cách chức, ông về quê (vùng Lương Sơn Bạc) phụng dưỡng mẹ già rồi mất năm 60 tuổi. |
| 32     | Thiên Lao Tinh (天牢星)    | Bệnh Quan Sách (病關索) (Quan Sách ốm)                                                       | Dương Hùng (楊雄)                  | Bộ Quân Đầu Lĩnh             | Sau trận đánh Phương Lạp, dọc đường về ông ốm nặng và qua đời. |
| 33     | Thiên Tuệ Tinh (天慧星)    | Phanh Mệnh Tam Lang (拚命三郎) (chàng ba liều mạng)                                          | Thạch Tú (石秀)                    | Bộ Quân Đầu Lĩnh             | Khi đi đánh Phương Lạp, đến gần ải Dục Linh, Lư Tuấn Nghĩa sai Sử Tiến, Thạch Tú, Trần Đạt, Dương Xuân, Lý Trung, Tiết Vĩnh dẫn 3000 quân đi trước dò đường, gặp tướng địch là Bàng Vạn Xuân. Bàng Vạn Xuân bắn Sử Tiến ngã ngựa, rồi hai bên sườn núi bắn tên như mưa, 6 tướng cùng 3.000 quân đều bị chết. |
| 34     | Thiên Bảo Tinh (天暴星)    | Lưỡng Đầu Xà (兩頭蛇) (rắn hai đầu)                                                          | Giải Trân (解珍)                   | Bộ Quân Đầu Lĩnh             | Trong chiến dịch đánh Phương Lạp, tại trận tấn công cửa ải đèo Ô Long, hai anh em họ Giải xung phong cải trang làm thợ săn trèo lên đỉnh đèo đốt lửa để khiến quân Phương Lạp sợ mà bỏ ải chạy. Khi đang leo trên vách núi, quân Phương Lạp phát hiện ra hai người và dự định bắt sống hai anh em bằng câu liêm. Bị câu liêm dính vào tóc và kéo lên, Giải Trân cắt đứt cán câu liêm và rơi xuống vực chết không toàn thây Giải Bảo nhoài người lui xuống liền bị quân Phương Lạp quăng đá bắn tên, chết thảm cùng anh. |
| 35     | Thiên Khốc Tinh (天哭星)   | Song Vĩ Hạt (雙尾蠍) (bọ cạp hai đuôi)                                                       | Giải Bảo (解寶)                    | Bộ Quân Đầu Lĩnh             | Trong chiến dịch đánh Phương Lạp, tại trận tấn công cửa ải đèo Ô Long, hai anh em họ Giải xung phong cải trang làm thợ săn trèo lên đỉnh đèo đốt lửa để khiến quân Phương Lạp sợ mà bỏ ải chạy. Khi đang leo trên vách núi, quân Phương Lạp phát hiện ra hai người và dự định bắt sống hai anh em bằng câu liêm. Bị câu liêm dính vào tóc và kéo lên, Giải Trân cắt đứt cán câu liêm và rơi xuống vực tan xương thịt nát. Giải Bảo nhoài người lui xuống liền bị quân Phương Lạp quăng đá bắn tên, chết thảm cùng anh.  |
| 36     | Thiên Xảo Tinh (天巧星)    | Lãng Tử (浪子) (tay chơi)                                                                    | Yến Thanh (燕青)                   | Bộ Quân Đầu Lĩnh             | Sau khi đánh Phương Lạp, tuy có công nhưng quyết định không chịu nhận chức quan mà bỏ đi ở ẩn. Một số truyện nói rằng danh kỹ Lý Sư Sư do mối tình sâu nặng với Yến Thanh đã bỏ binh hoa phú quý để đi ở ẩn với ông |

## 72 vị sao Địa Sát
| Thứ tự | Sao            | Hiệu                                        | Tên             |
| ------ | -------------- | ------------------------------------------- | --------------- |
| 37     | Địa Khôi Tinh  | Thần Cơ Quân Sư (quân sư giỏi kế)           | Chu Vũ          |
| 38     | Địa Sát Tinh   | Trấn Tam Sơn (trấn ba núi)                  | Hoàng Tín       |
| 39     | Địa Dũng Tinh  | Bệnh Uất Trì (Uất Trì Cung ốm)              | Tôn Lập         |
| 40     | Địa Kiệt Tinh  | Xú Quận Mã ( phò mã xấu xí )                | Tuyên Tán       |
| 41     | Địa Hùng Tinh  | Tỉnh Mộc Hãn (chó ngao đen/sao Tỉnh)        | Hác Tư Văn      |
| 42     | Địa Uy Tinh    | Bách Thắng Tướng (tướng thắng trăm trận)    | Hàn Thao        |
| 43     | Địa Anh Tinh   | Thiên Mục Tướng (tướng mắt trời)            | Bành Kỷ         |
| 44     | Địa Kỳ Tinh    | Thánh Thủy Tướng Quân (tướng thánh nước)    | Đan Đình Khuê   |
| 45     | Địa Mãnh Tinh  | Thần Hoả Tướng Quân (tướng thần lửa)        | Ngụy Định Quốc  |
| 46     | Địa Văn Tinh   | Thánh Thủ Thư Sinh (học trò chữ đẹp)        | Tiêu Nhượng     |
| 47     | Địa Chính Tinh | Thiết Diện Khổng Mục (quan toà mặt sắt)     | Bùi Tuyên       |
| 48     | Địa Khoát Tinh | Ma Vân Kim Sí (chim cắt luồn mây)           | Âu Bằng         |
| 49     | Địa Hạp Tinh   | Hoả Nhãn Toan Nghê (sư tử mắt lửa)          | Đặng Phi        |
| 50     | Địa Cường Tinh | Cẩm Mao Hổ (hổ lông gấm)                    | Yến Thuận       |
| 51     | Địa Âm Tinh    | Cẩm Báo Tử (báo gấm)                        | Dương Lâm       |
| 52     | Địa Phụ Tinh   | Oanh Thiên Lôi (tiếng sét vang trời)        | Lăng Chấn       |
| 53     | Địa Hội Tinh   | Thần Toán Tử (người giỏi tính kế)           | Tưởng Kính      |
| 54     | Địa Tá Tinh    | Tiểu Ôn Hầu (Ôn hầu nhỏ)                    | Lã Phương       |
| 55     | Địa Hựu Tinh   | Trại Nhân Quý (giống Tiết Nhân Quý)         | Quách Thịnh     |
| 56     | Địa Linh Tinh  | Thần Y (thầy thuốc giỏi)                    | An Đạo Toàn     |
| 57     | Địa Thú Tinh   | Tử Nhiêm Bá (ông râu tía)                   | Hoàng Phủ Đoan  |
| 58     | Địa Vi Tinh    | Nuỵ Cước Hổ (hổ chân ngắn)                  | Vương Anh       |
| 59     | Địa Tuệ Tinh   | Nhất Trượng Thanh (cao một trượng)          | Hổ Tam Nương    |
| 60     | Địa Bạo Tinh   | Táng Môn Thần (thần cửa nhà táng)           | Bào Húc         |
| 61     | Địa Mặc Tinh   | Hỗn Thế Ma Vương (ma vương càn quấy)        | Phàn Thụy       |
| 62     | Địa Xương Tinh | Mao Đẩu Tinh (sao nhỏ)                      | Khổng Minh      |
| 63     | Địa Cuồng Tinh | Độc Hoả Tinh (sao lửa)                      | Khổng Lượng     |
| 64     | Địa Phi Tinh   | Bát Tý Na Tra (Na Tra 8 tay)                | Hạng Sung       |
| 65     | Địa Tẩu Tinh   | Phi Thiên Đại Thánh (Đại Thánh về trời)     | Lý Cổn          |
| 66     | Địa Xảo Tinh   | Ngọc Tý Tượng (tay thợ ngọc)                | Kim Đại Kiện    |
| 67     | Địa Minh Tinh  | Thiết Địch Tiên (tiên thổi sáo sắt)         | Mã Lân          |
| 68     | Địa Tiến Tinh  | Xuất Động Giao (cá sấu rời động)            | Đồng Uy         |
| 69     | Địa Thoái Tinh | Phiên Giang Thẩn (sò khuấy nước)            | Đồng Mãnh       |
| 70     | Địa Mãn Tinh   | Ngọc Phan Cang (cán cờ ngọc)                | Mạnh Khang      |
| 71     | Địa Toại Tinh  | Thông Tý Viên (vượn tay dài)                | Hầu Kiện        |
| 72     | Địa Chu Tinh   | Khiêu Giản Hổ (hổ nhảy khe)                 | Trần Đạt        |
| 73     | Địa Ẩn Tinh    | Bạch Hoa Xà (rắn hoa trắng)                 | Dương Xuân      |
| 74     | Địa Di Tinh    | Bạch Diện Lang Quân (anh mặt trắng)         | Trịnh Thiên Thọ |
| 75     | Địa Lý Tinh    | Cửu Vĩ Quy (rùa chín đuôi)                  | Đào Tông Vượng  |
| 76     | Địa Tuấn Tinh  | Thiết Phiến Tử (tay quạt sắt)               | Tống Thanh      |
| 77     | Địa Nhạc Tinh  | Thiết Khiếu Tử (tay sáo sắt)                | Nhạc Hoà        |
| 78     | Địa Tiệp Tinh  | Hoa Hạng Hổ (hổ sẹo hoa)                    | Cung Vượng      |
| 79     | Địa Tốc Tinh   | Trúng Tiễn Hổ (hổ trúng tên)                | Đinh Đắc Tôn    |
| 80     | Địa Trấn Tinh  | Tiểu Già Lan (giấu chút ít)                 | Mục Xuân        |
| 81     | Địa cơ Tinh    | Thao Đao Quỷ (quỷ múa dao)                  | Tào Chính       |
| 82     | Địa Ma Tinh    | Vân Lý Kim Cương (thần Kim Cương đường mây) | Tống Vạn        |
| 83     | Địa Yêu Tinh   | Mô Trước Thiên (chạm được trời)             | Đỗ Thiên        |
| 84     | Địa U Tinh     | Bệnh Đại Trùng (hổ ốm)                      | Tiết Vĩnh       |
| 85     | Địa Phục Tinh  | Kim Nhãn Bưu (beo mắt vàng)                 | Thi Ân          |
| 86     | Địa Tích Tinh  | Đả Hổ Tướng (tướng đánh hổ)                 | Lý Trung        |
| 87     | Địa Không Tinh | Tiểu Bá Vương (Bá vương nhỏ)                | Chu Thông       |
| 88     | Địa Cô Tinh    | Kim Tiền Báo Tử (báo đốm vàng)              | Thang Long      |
| 89     | Địa Toàn Tinh  | Quỷ Kiểm Nhi (gã đếm quỷ)                   | Đỗ Hưng         |
| 90     | Địa Đoản Tinh  | Xuất Lâm Long (rồng rời rừng)               | Trâu Uyên       |
| 91     | Địa Giốc Tinh  | Độc Giác Long (rồng một sừng)               | Trâu Nhuận      |
| 92     | Địa Tú Tinh    | Hạn Địa Hốt Luật (cá sấu trên cạn)          | Chu Quý         |
| 93     | Địa Tàng Tinh  | Tiếu Diện Hổ (hổ mặt cười)                  | Chu Phú         |
| 94     | Địa Binh Tinh  | Thiết Tý Bác (bác tay sắt)                  | Sái Phúc        |
| 95     | Địa Tổn Tinh   | Nhất Chi Hoa (một nhành hoa)                | Sái Khánh       |
| 96     | Địa Nô Tinh    | Thôi Mệnh Phán Quan (phán quan đoạt mệnh)   | Lý Lập          |
| 97     | Địa Sát Tinh   | Thanh Nhãn Hổ (hổ mắt xanh)                 | Lý Vân          |
| 98     | Địa Ác Tinh    | Một Diện Mục (anh xấu hổ)                   | Tiêu Đĩnh       |
| 99     | Địa Xú Tinh    | Thạch Tướng Quân (tướng quân đá)            | Thạch Dũng      |
| 100    | Địa Số Tinh    | Tiểu Uất Trì (Uất Trì Cung nhỏ)             | Tôn Tân         |
| 101    | Địa Âm Tinh    | Mẫu Đại Trùng (hổ cái)                      | Cố Đại Tẩu      |
| 102    | Địa Hình Tinh  | Thái Viên Tử (người trông vườn rau)         | Trương Thanh    |
| 103    | Địa Tráng Tinh | Mẫu Dạ Xoa (dạ xoa cái)                     | Tôn Nhị Nương   |
| 104    | Địa Liệt Tinh  | Hoạt Thiểm Bà (bà già chớp nhanh/Điện mẫu)  | Vương Định Lục  |
| 105    | Địa Kiện Tinh  | Hiểm Đạo Thần (thần giữ đường hiểm)         | Úc Bảo Tứ       |
| 106    | Địa Hao Tinh   | Bạch Nhật Thử (chuột chính ngày)            | Bạch Thắng      |
| 107    | Địa Tặc Tinh   | Cổ Thượng Tảo (bọ trên trống)               | Thời Thiên      |
| 108    | Địa Cẩu Tinh   | Kim Mao Khuyển (chó lông vàng)              | Đoàn Cảnh Trụ   |